# Чемпионат России по плаванию на открытой воде 2020
Чемпионат России по плаванию на открытой воде 2020 года прошёл с 13 по 17 сентября во всероссийском детском центре «Смена» (село Сукко, МО Анапа, Краснодарский край). Пловцы соревновались на семи дистанциях: 5 км, 10 км и 16 км у мужчин и женщин, смешанной эстафете 4 х 1250 метров. Также проходили соревнования для спортсменов 14 — 19 лет.

## Призёры

### Мужчины
| Дистанция           | Золото                                              | Золото    | Серебро                                            | Серебро   | Бронза                                           | Бронза    |
| ------------------- | --------------------------------------------------- | --------- | -------------------------------------------------- | --------- | ------------------------------------------------ | --------- |
| 5 км 27 участников  | Кирилл Абросимов Московская обл. — Ярославская обл. | 56.48,1   | Кирилл Беляев Московская обл. — Ярославская обл.   | 56.52,2   | Денис Адеев Волгоградская область-1              | 55.59,1   |
| 10 км 18 участников | Кирилл Абросимов Московская обл. — Ярославская обл. | 1:57.48,5 | Евгений Дратцев Московская обл. — Ярославская обл. | 1:57.52,6 | Артём Мамушкин Тульская обл. — Рязанская обл.    | 1:57.54,3 |
| 16 км 13 участников | Кирилл Абросимов Московская обл. — Ярославская обл. | 3:09.24,0 | Евгений Дратцев Московская обл. — Ярославская обл. | 3:09.49,6 | Кирилл Беляев Московская обл. — Ярославская обл. | 3:09.54,4 |

### Женщины
| Дистанция         | Золото                                           | Золото    | Серебро                          | Серебро   | Бронза                                           | Бронза    |
| ----------------- | ------------------------------------------------ | --------- | -------------------------------- | --------- | ------------------------------------------------ | --------- |
| 5 км 19 участниц  | Валерия Ермакова Московская обл. — Липецкая обл. | 1:02.35,2 | Екатерина Сорокина Пермский край | 1:02.37,1 | Софья Колесникова Челябинская область            | 1:02.43,6 |
| 10 км 12 участниц | Анастасия Кирпичникова Свердловская область      | 2:09.06,3 | Екатерина Сорокина Пермский край | 2:09.17,9 | Валерия Ермакова Московская обл. — Липецкая обл. | 2:10.48,1 |
| 16 км 11 участниц | Мария Новикова Волгоградская область-1           | 3:29.10,4 | Екатерина Сорокина Пермский край | 3:29.11,7 | Валерия Ермакова Московская обл. — Липецкая обл. | 3:29.18,0 |

### Смешанные соревнования
| Дистанция                     | Золото                                                                       | Золото  | Серебро                                                                                | Серебро | Бронза                                                                                | Бронза  |
| ----------------------------- | ---------------------------------------------------------------------------- | ------- | -------------------------------------------------------------------------------------- | ------- | ------------------------------------------------------------------------------------- | ------- |
| Эстафета 4 х 1250 м 4 команды | Волгоградская область-1 Мария Новикова Максим Иванов Яна Курцева Денис Адеев | 58.49,0 | Тульская область-1 Дарья Волобуева Дмитрий Титов Анастасия Костылева Владислав Утробин | 58.51,7 | Липецкая область Валерия Ермакова Валерий Ольшанский Алиса Скорнякова Сергей Черенков | 58.52,8 |

## Командный зачёт
1. Волгоградская область-1 — 192
2. Тульская область-1 — 186,8
3. Московская область — 176,7
4. Липецкая область — 137,5
5. Пермский край — 120
6. Ярославская область — 97,8
7. Тульская область-2 — 72
8. Челябинская область — 54
9. Свердловская область — 30
10. Тюменская область — 18,6
11. Москва — 16
12. Рязанская область — 15,6
13. Республика Коми — 3
14. Волгоградская область-2 — 2
15. Удмуртия — 1